# Thủy (họ)
Thủy (chữ Hán: 水) là một họ tại Trung Quốc, nằm ở vị trí thứ 38 trong Bách gia tính. Hiện họ Thủy không nằm trong số 300 họ phổ biến nhất ở Trung quốc.

## Người mang họ Thủy
- Thủy Quân Thiều (水鈞韶; 1878-1961), nhà ngoại giao Trung Quốc
- Thủy Tử (水梓; 1884-1973), nhà giáo dục và chính trị gia
- Thủy Ích Quân (水均益; sinh 1963), nhà báo và người dẫn chương trình truyền hình, cháu trai của Thủy Tử
- Thủy Khánh Hà (水庆霞; sinh 1966), thành viên của Đội bóng đá nữ Trung Quốc, có huy chương bạc Olympic
- Thủy Hoa